# 人事管理システム
人事管理システム（じんじかんりシステム、英: human resource management systems, HRMSまたはHuman Resource Information System, HRIS）は、人事と情報技術(IT)の交差する分野。人事の機能や原理を情報技術を使って実装するものであり、企業資源計画 (ERP) ソフトウェアの一部をなす。全体として、ERP システムは様々な分野のソフトウェアを統合して1つのデータベースとしたものである。財務と人事をデータベースを通して一元管理する点が、それ以前のアプリケーションとは異なる。

## 機能
一般に、人事は組織経営の基本である。程度の差はあるが、多くの組織は、採用、評価、給与支払いといった仕事を定式化している。人事の効率化は大きな課題となりつつある。人事データは、従業員の経歴、スキル、能力、経験、給与支払い履歴など多岐に渡る。これらの管理コストを削減するため、人事管理システム導入による自動化が行われるようになった。システムの開発・保守そのものは（組織内外の）IT専門家が行う。1980年代末ごろにクライアントサーバモデルが登場する以前は、人事管理システムにはメインフレームコンピュータによる大規模トランザクション処理が使われることが多かった。ただし、このようなシステムを開発または購入できるのは、ある程度の規模の企業に限定されていた。クライアントサーバ型のHRMSの登場によって人事管理システムが一般化することになった。一般に、人事管理システムは以下の4つの機能を持つ。
給与管理
勤務時間などのデータから、様々な控除や税を計算し、給与支払い処理を行う。
勤務管理/入退管理/就業管理
ICカードなどの新しい技術を利用して効率的に従業員の勤務時間情報を収集する。組織の原価計算の基盤となる部分である。
労務管理
各種教育、資格取得、福利厚生、人事考課といった人事制度をシステム化したもの。
人事情報管理
採用から退職までの個々の従業員/社員の情報を管理する。
一般に人事管理システムは、これらの機能を電子化して統合したものである。企業内のイントラネットでWebベースの人事管理システムを利用可能とすることで効率が向上する。主な人事機能を文書から電子的なセルフサービスにすることでコストが削減される。そのため、人事部門は人事戦略などに時間を有効活用できるようになる。

## 人事管理システムベンダー
人事管理システムは様々なベンダーから様々な機能レベルのものが登場している。オープンソースのシステムもあるが、実際に運用するには機能が不完全なものが多い。